# Findlay, Ohio
Findlay là một thành phố thuộc quận Hancock, tiểu bang Ohio, Hoa Kỳ. Năm 2010, dân số của thành phố này là 41202 người.

## Dân số
- Dân số năm 2000: 38967 người.
- Dân số năm 2010: 41202 người.